# Clepsis rolandriana
Clepsis rolandriana is een vlinder uit de familie van de bladrollers (Tortricidae). De wetenschappelijke naam is gepubliceerd in 1758 door Linnaeus in de tiende editie van Systema naturae.
De soort komt voor in Europa.